# قائمة رؤساء البرلمان الأوكراني
تضم قائمة رؤساء البرلمان الأوكراني السياسيين الذي انتخبهم نواب الشعب لرئاسة البرلمان بلاقتراع العلني حسب دستور أوكرانيا منذ عام 1991 حتى الآن.

## قائمة رؤساء البرلمان الأوكراني
| التسلسل | الرئيس             | الحزب                             | بداية الفترة   | نهاية الفترة   | النائب الأول                     | النائب الثاني              |
| ------- | ------------------ | --------------------------------- | -------------- | -------------- | -------------------------------- | -------------------------- |
| 1       | ليونيد كرافتشوك    | مستقل                             | 24 أغسطس 1991  | 5 ديسمبر 1991  | ايفان بلوش                       | فولوديمير هرينيوف          |
| 2       | ايفان بلوش         | مستقل                             | 5 ديسمبر 1991  | 17 مايو 1994   | فاسيل دوردينتس                   | فولوديمير هرينيوف          |
| 3       | الكساندر موروز     | الحزب الاشتراكي الأوكراني         | 18 مايو 1994   | 14 أبريل 1998  | الكساندر تكاجينكا                | أوليغ ديمين فيكتور موسياكا |
| 4       | الكساندر تكاجينكا  | للحقيقة، للشعب، لأوكرانيا!        | 7 يوليو 1998   | 1 فبراير 2000  | آدم مارتينيوك                    | فيكتور ميدفيدشوك           |
| 5       | ايفان بلوش         | مستقل                             | 1 فبراير 2000  | 14 مايو 2002   | فيكتور ميدفيدشوك                 | ستيبان كافريش              |
| 6       | فولوديمير ليتفين   | حزب الشعب (أوكرانيا)              | 28 مايو 2002   | 25 مايو 2006   | كينادي فاسيلوف آدم مارتينيوك     | الكساندر زينجينكو          |
| 7       | الكساندر موروز     | الحزب الاشتراكي الأوكراني         | 6 يوليو 2006   | 23 نوفمبر 2007 | آدم مارتينيوك                    | ميكولا تومينكا             |
| 8       | أرسيني ياتسينيوك   | أوكرانيا لنا - تكتل الدفاع الذاتي | 4 ديسمبر 2007  | 12 نوفمبر 2008 | الكساندر لافرينوفج آدم مارتينيوك | ماكيلو تامينكو             |
| 9       | فولوديمير ليتفين   | حزب الشعب (أوكرانيا)              | 9 ديسمبر 2008  | 12 ديسمبر 2012 | آدم مارتينيوك                    | ميكالا تومينكا             |
| 10      | فولوديمير ريباك    | حزب الأقاليم                      | 13 ديسمبر 2012 | 22 فبراير 2014 | ايهور كايوتنيك                   | روسلان كاشولينسكي          |
| 11      | ألكساندر تورتشينوف | حزب كل الأوكرانيين                | 22 فبراير 2014 | 27 نوفمبر 2014 | -                                | روسلان كاشولينسكي          |
| 12      | فولوديمير غرويسمان | التضامن الأوروبي                  | 27 نوفمبر 2014 | 14 أبريل 2016  | أندريه باروبي                    | اكسانا سيرويد              |
| 13      | أندريه باروبي      | الجبهة الشعبية (أوكرانيا)         | 14 أبريل 2016  | 29 أغسطس 2019  | ايؤينا كيراشينكا                 | اكسانا سيرويد              |
| 14      | ديمترو رازومكوف    | خادم الشعب (حزب)                  | 29 أغسطس 2019  | 7 أكتوبر 2021  | رسلان ستيفانتشوك                 | الينا كاندراتوك            |
| 15      | رسلان ستيفانتشوك   | خادم الشعب (حزب)                  | 8 أكتوبر 2021  | حتى الان       | الكساندر كونيونكا                | الينا كاندراتوك            |

## انظُر أيضاً
- قائمة رؤساء أوكرانيا
- المجلس الأعلى الأوكراني